# Joaquim Ferrer i Amer
Joaquim Ferrer i Amer (Verges, 28 d'abril del 1921 – 26 de setembre de 1996), Quim Gil, va ser instrumentista de fiscorn, director i compositor.

## Biografia
De família de músics, rebé les primeres nocions del seu pare, músic que tocà en la Cobla Emporitana, i amplià la seva formació amb els mestres Vallespí, Cantó (piano) i Civil (harmonia i composició). Als tretze anys ja tocava a la cobla de Verges, i l'any 1947 dirigia la Cobla Emporitana de la mateixa població, i era reconegut com un bon fiscornaire i pianista. Succeí Manuel Saderra en la direcció de la cobla La Principal de Girona i posteriorment tocà en la Cobla Baix Empordà. En les seves darreries (1984) també va tocar en la cobla torroellenca Foment de la Sardana.
Joaquim Ferrer, o Quim Gil com era conegut a Verges, va estar molt vinculat a la vida de la vila empordanesa. Participà en la seva Processó més de seixanta anys: primer com a Apòstol, en la postguerra com a "manaja" i finalment tocant el fiscorn en el quadre de la Verònica, en l'època que aquest actuava per separat -era l'Stabat Mater sense veu, només amb dues flautes i un fiscorn-. Posteriorment, el mateix Ferrer amplià la música de l'Stabat perquè també comprengués un grup de quinze a vint cantaires (que en l'actualitat ja són 30). En el 1954, Ferrer va ser professor de solfeig del futur cantautor Lluís Llach, i durant uns anys ho fou del músic vergelità Ramon Juanmiquel i Julià, que succeí Ferrer en la direcció de l'Stabat Mater de la processó.
El seu germà Manuel Ferrer i Amer, Manelic, va ser músic i tocà a la cobla-orquestra torrellenca "Caravana".
El 2017 la Principal de la Bisbal enregistra un CD titulat "Verges" amb 9 sardanes seves: L'avi de casa, Desig, Verges, Afecte, Capvespre, Reviu la il·lusió, Aplec de l'Aliança, La Bisbal, en la història i el record i Estimat amic.

## Obres

### Sardanes
- Afecte (1945). Gravada en un disc de "pedra" (78 rpm) per la Cobla Albert Martí amb Albert Martí de tenora (San Sebastián: Columbia, final dels anys 40?, ref. AG 13004). Posteriorment la gravà la Principal de Girona en un disc de 45 rpm (Barcelona: Hispavox, 1958?, ref. GH 10-133)
- Aplec de l'Aliança (1950)
- L'avi de casa (1942). Primera sardana
- La Bisbal en la història i el record (1984)
- Camí d'estrelles
- Capvespre (1945)

- Començant la festa (1943)

- Dansaires palamosins (1977), escrita conjuntament amb Enric Vilà i Armengol. Enregistrada en CD per la cobla Els Montgrins 3r. Ballant sardanes a Palamós (2009) i Cloenda Pubillatge (Barcelona: DiscMedi, 2005, ref. DM 1174)

- Desig (1942)
- Estimat amic (en col·laboració amb Enric Vilà i Armengol)
- Obsessió (1951)

- Reviu la il·lusió (1951)

- Verges (1948)[4]